# Gốc của một i-đê-an
Trong lý thuyết vành giao hoán, một nhánh của toán học, gốc của một i-đê-an {\displaystyle I} (hay cũng gọi là ra-đi-can của {\displaystyle I}, cũng viết là radical) là một i-đê-an sao cho một phần tử {\displaystyle x} là một phần tử trong gốc và chỉ khi một lũy thừa của {\displaystyle x} nằm trong {\displaystyle I}. Một i-đê-an gốc (hay i-đê-an bán nguyên tố) là một i-đê-an có gốc bằng với chính nó. Gốc của một i-đê-an sơ cấp là một i-đê-an nguyên tố.
Khái niệm này được khái quát cho các vành không giao hoán trong bài viết về vành bán nguyên tố.

## Định nghĩa
Gốc của một i-đê-an {\displaystyle I} trong một vành giao hoán {\displaystyle R}, ký hiệu {\displaystyle \operatorname {rad} (I)} hoặc là {\displaystyle {\sqrt {I}}}, được định nghĩa là
{\displaystyle {\sqrt {I}}=\{r\in R\mid \exists n\in \mathbb {Z} ^{+}:r^{n}\in I\}}

## Ví dụ
- Xét vành {\displaystyle \mathbb {Z} } các số nguyên.

1. Gốc của {\displaystyle 4\mathbb {Z} } là {\displaystyle 2\mathbb {Z} }.
2. Gốc của {\displaystyle 5\mathbb {Z} } là {\displaystyle 5\mathbb {Z} }.
3. Gốc của {\displaystyle 12\mathbb {Z} } là {\displaystyle 6\mathbb {Z} }.
4. Gốc của {\displaystyle m\mathbb {Z} } là {\displaystyle r\mathbb {Z} } với {\displaystyle r} là tích các ước số nguyên tố phân biệt của {\displaystyle m}.

- Xét i-đê-an {\displaystyle I=(y^{4})\subset \mathbb {C} [x,y].} Ta có {\displaystyle {\sqrt {I}}=(y)}.

## Tính chất
Xét một vành giao hoán {\displaystyle R}:
- Ta có {\displaystyle {\sqrt {\sqrt {I}}}={\sqrt {I}}}.
- {\displaystyle {\sqrt {I}}} là giao của các i-đê-an nguyên tố chứa {\displaystyle I}{\displaystyle {\sqrt {I}}=\bigcap _{\scriptscriptstyle {\begin{array}{c}{\mathfrak {p}}{\text{ nguyên tố}}\\R\supsetneq {\mathfrak {p}}\supseteq I\end{array}}}{\mathfrak {p}}}
- Một i-đê-an {\displaystyle I} của một vành {\displaystyle R} là một i-đê-an gốc khi và chỉ khi vành thương {\displaystyle R/I} là một vành giảm.